# Whenever
Es una canción del grupo estadounidense de Pop y Hip-hop: Black Eyed Peas, encontrada en su sexto álbum de estudo The Beginning. Siendo la número 6 del mismo.
Whenever es una melodía Pop, muy tranquila, con tonadas de relajado Electro. Lo cual se aleja un poco de la palpitante Electrónica de Black Eyed Peas. Hablando principalmente de amor, la canción es cantada solo por Fergie y Will.I.Am. 

## Lanzamiento y controversias
Muchos afirmaron que Whenever sería el cuarto sencillo del álbum, después de Don't Stop The Party, debido a la buena crítica que tuvo y a la gran recepción. De hecho, el 24 de agosto de 2011, Universal Music Group vía Twitter afirmó que el lanzamiento de la canción sería el 24 de agosto de 2011. Sin embargo, los Black Eyed Peas no hicieron comentarios al respecto y no dieron pista alguna de si la canción sería el siguiente sencillo. En tanto, seguían los rumores de lo mismo, y algunas páginas, la canción podría empezar a sonar en radios entre agosto y septiembre de 2011.
El 28 de agosto de 2011, también por Twitter, la página Polydor France, sostuvo lo dicho por Universal Music Group, y también dijo que Whenever sería el cuarto sencillo. El mismo día, Jeuxactu.com afirmó que luego grabarían el videoclip.
Pero finalmente, aunque según el mismo grupo Whenever era una de sus favoritas, Black Eyed Peas no lanzaron la canción como el cuarto sencillo oficial, en vez de esto, como se hizo con la canción Missing You del álbum The E.N.D, Whenever fue confirmada como sencillo promocional en Francia y Australia, lanzado el 26 de noviembre de 2011, y descartando ser el cuarto sencillo del álbum.

## Charts
| Chart (2011)                 | Peak position |
| ---------------------------- | ------------- |
| Argentina Singles Chart      | 69            |
| Belgian Tip Chart (Wallonia) | 38            |
| Canadian Hot 100             | 95            |
| Chile Singles Chart          | 79            |
| French Digital Chart         | 14            |